# Reichsbahndirektion Köln

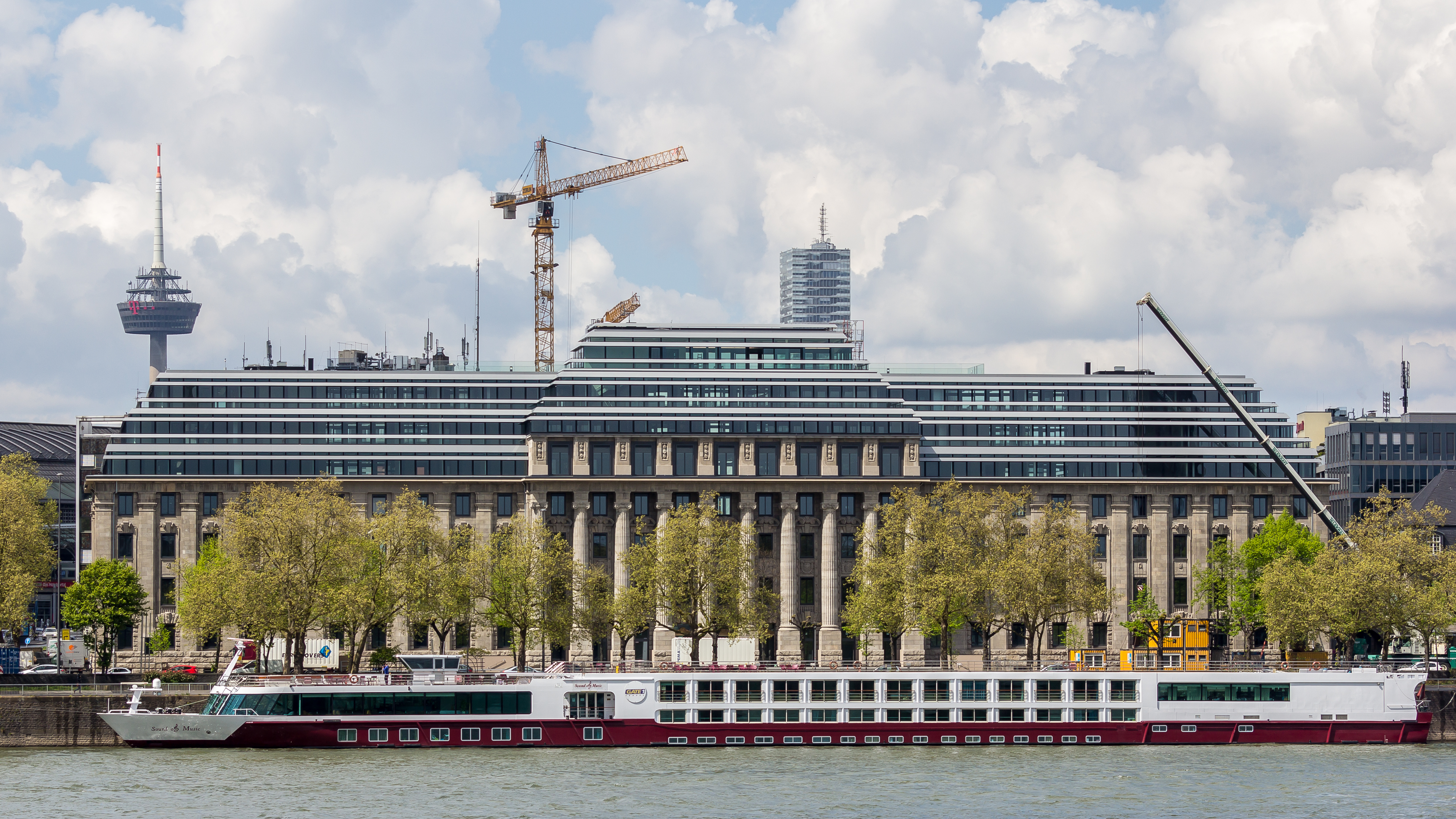
Neue Direktion Köln nach Umbau, mit drei zusätzlichen Staffelgeschossen, 2016

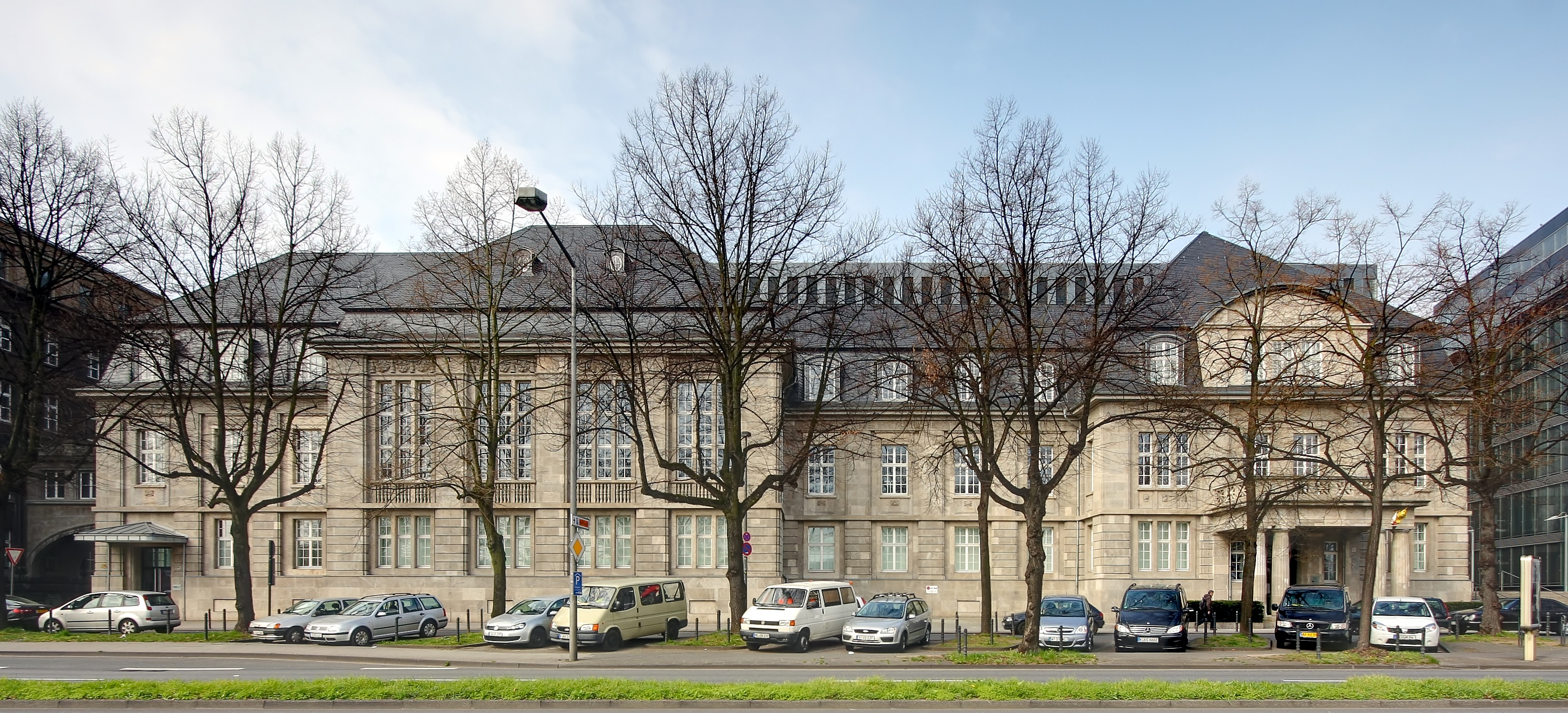
Präsidentenvilla

Die Reichsbahndirektion Köln war ein Verwaltungsbezirk der Deutschen Reichsbahn. 

## Geschichte
Mit der Neuorganisation der Preußischen Staatseisenbahnen im Rahmen der anrollenden Verstaatlichungswelle wurden 1879 für den Kölner Bereich zwei Eisenbahndirektionen geschaffen, eine für den linksrheinischen, eine für den rechtsrheinischen Bereich. Als die Struktur der Staatsbahn 1895 erneut reformiert werden musste, wurden diese beiden Direktionen zur „Königlichen Eisenbahndirektion Cöln“ fusioniert. 1920 gingen die Preußischen Staatseisenbahnen in der Deutschen Reichsbahn auf. Die Direktionsbezeichnungen änderten sich entsprechend und die Direktion hieß nun „Reichsbahndirektion Köln“. Mit Gründung der Deutschen Bundesbahn firmierte die Direktion erneut um. Die neue Bezeichnung lautete nun „Bundesbahndirektion Köln“.

## Zuständigkeitsbereich
Das Gebiet dieser Reichsbahndirektion erstreckte sich im Wesentlichen in der preußischen Rheinprovinz westlich des Rheins vom Niederrhein bis in die nördliche Eifel. Nur im Bereich Köln, und mit der rechten Rheinstrecke lag sie auch östlich des Flusses.
Bedeutende Strecken innerhalb der Direktion waren:
- die Strecke Köln – Krefeld – Kleve – (Niederlande)
- die Strecke Köln – Mönchengladbach – (Venlo)
- die Strecke Köln – Düren – Aachen – (Belgien)
- die Eifelstrecke Köln – Euskirchen – Lissendorf – (Trier – Saarbrücken)
- die linke Rheinstrecke Köln – Koblenz – (Bingerbrück) und
- die Rechte Rheinstrecke Köln – Niederlahnstein / Koblenz

Gegen Ende des Zweiten Weltkriegs wurde die Reichsbahndirektion nach der Zerstörung ihres Kölner Hauptgebäudes auf die Viktorshöhe in Bad Godesberg verlegt, die im Februar 1945 ebenfalls Bombardierungen ausgesetzt war. Am 8. März 1945 wurde die nach Wuppertal verlegte Reichsbahndirektion Köln offiziell aufgelöst, nachdem der Direktionsbezirk von den alliierten Streitkräften besetzt worden war.

## Direktionsgebäude

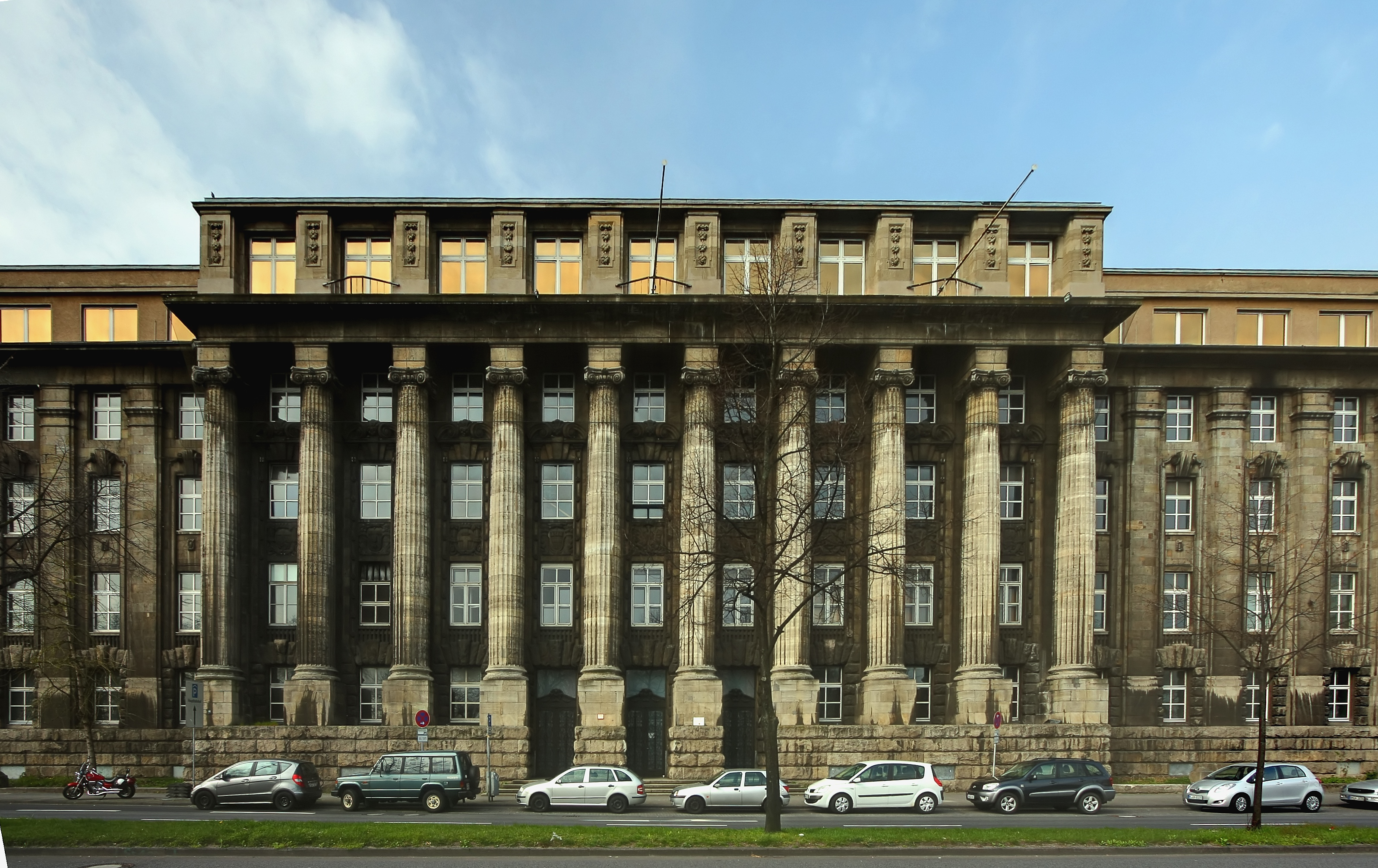
Direktionsgebäude vor der Entkernung, 2011

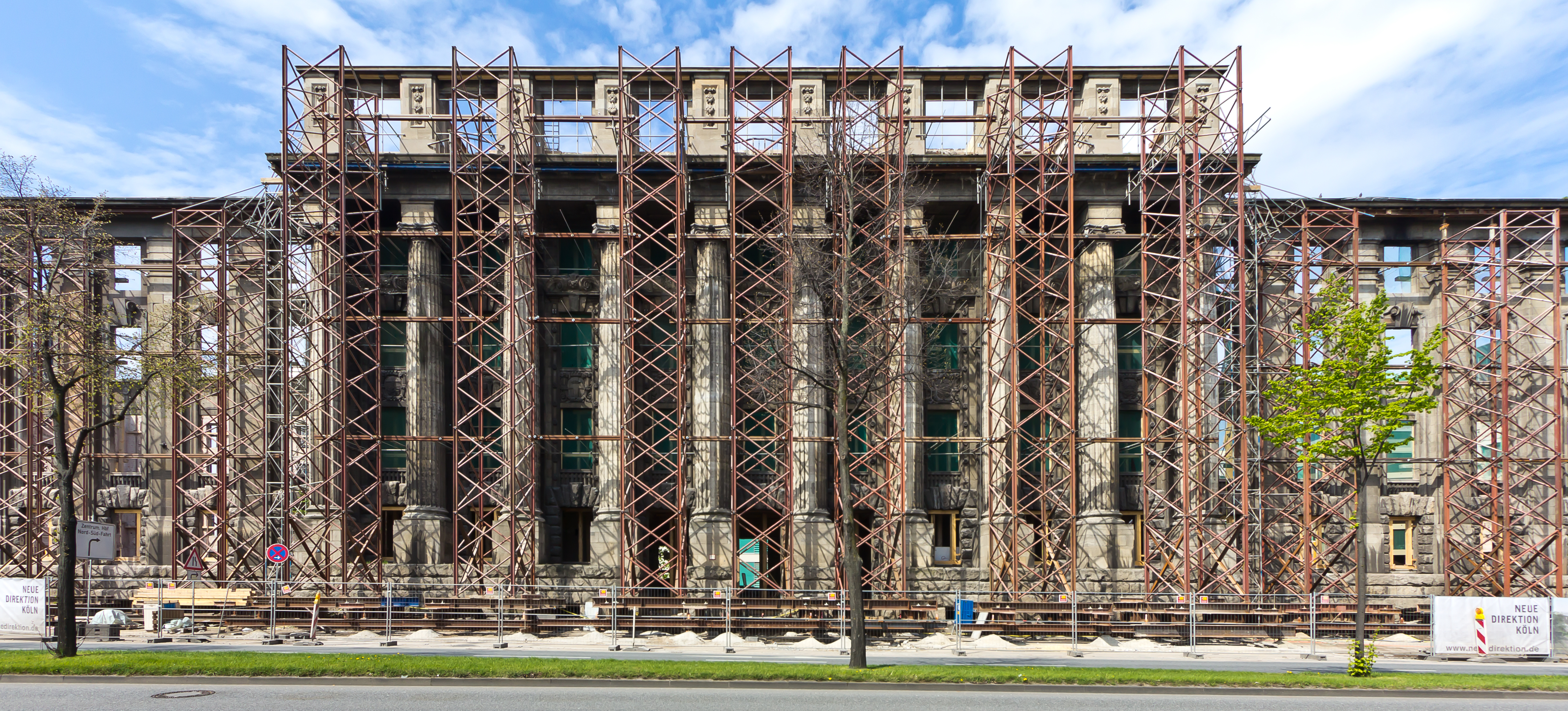
Das entkernte Direktionsgebäude im April 2013

Die Fassade des ehemaligen Direktionsgebäudes (erbaut 1906–1913 nach Entwurf des Kgl. Landbauinspektors Karl Biecker, unter Mithilfe der Kgl. Regierungsbaumeister Adolph Kayser und Martin Kießling) und die ehemalige Präsidentenvilla existieren noch heute. Die Gebäude liegen am Rhein, Konrad-Adenauer-Ufer 5–7, und wurden vom Gebäudeeigentümer Vivico als Gebäudeensemble RheinTriadem vermarktet. Im Dezember 2011 erwarb Hochtief Projektentwicklung (HTP) die ehemalige Bahndirektion. Anfang 2013 begann der Umbau mit der vollständigen Entkernung des Bauwerks. Im Januar 2014 wurde bekanntgegeben, dass HTP das Gebäude an die Commerz Real verkauft hat.  2016 wurde der Neuaufbau als Bürogebäude „Neue Direktion Köln“ unter Wiederverwendung der alten Süd-, Ost- und Nordfassade abgeschlossen. Vorausgegangen war ein Wettbewerb, aus dem das Büro „kadawittfeldarchitektur“ siegreich hervorging.
Hauptmieter ist seit Fertigstellung 2016 die Europäische Agentur für Flugsicherheit.

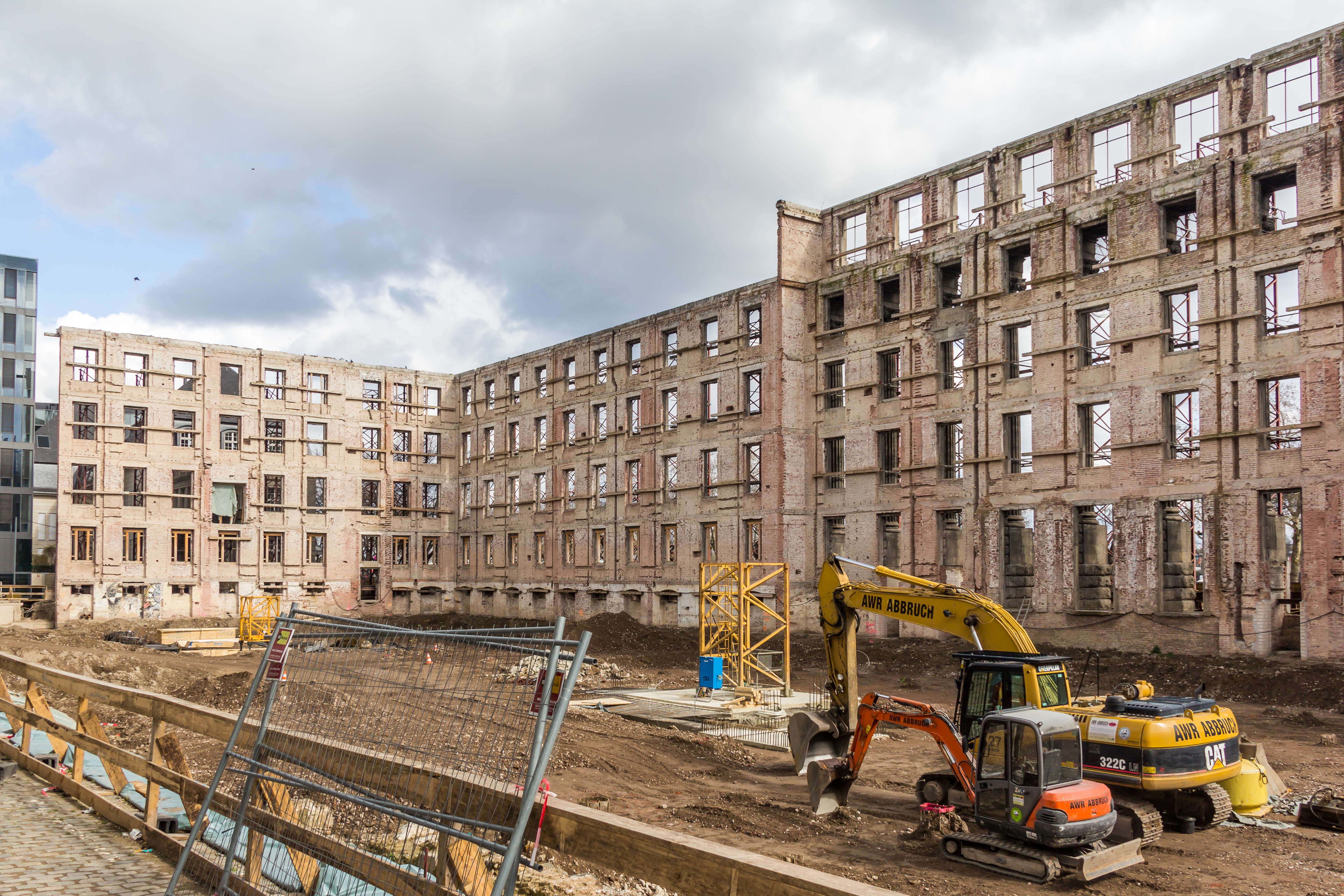
Im März 2014 stehen nur noch die Fassaden. Vorbereitungen für die Hochbauarbeiten sind im Gange

## Präsidenten
Königlichen Eisenbahndirection zu Cöln linksrheinisch
- Franz Karl Rennen (1880–1895)

Königlichen Eisenbahndirection zu Cöln rechtsrheinisch
- Georg Wilhelm Offermann (1880–1895)

Königliche Eisenbahndirection Cöln
- Hoeter (1895–1897)
- Eduard Stieger (1897–1903)
- Paul von Breitenbach (1903–1906)
- Rudolf Schmidt (1906–1910)
- Friedrich Martini (1910–1917)
- Richard von Schaewen (1917–1919)
- Franz von Guérard (1919–1933)
- Wilhelm Kleinmann (1933)
- Karl Remy (1933–1945)
- Karl Hermann Henning von Mirbach (1945)
- Friedrich Hardt (1945–1954)
- Erwin Keßler (1955–1958)
- Heinrich Kastner (1958–1970)
- Joseph Streier (1970–1979)
- Hanns Beck (01.10.1979–30.4.1993)
- Uwe Baunack (1993) (mit der Wahrnehmung der Geschäfte des Präsidenten beauftragt)